# Матондо, Рабби
Рабби Матондо (англ. Rabbi Matondo; родился 9 сентября 2000 года в Ливерпуле, Великобритания) — валлийский футболист, крайний нападающий клуба «Рейнджерс» и национальной сборной Уэльса.

## Ранние годы
Рабби Матондо родился 9 сентября 2000 года в Ливерпуле, но в детстве с семьёй переехал в столицу Уэльса Кардифф. Он рос в не слишком благополучном районе Кардиффа Треморфа, где в возрасте трёх-четырёх лет начал играть в футбол в местных парках с отцом и братьями, а затем против старших ребят. Отец Рабби, Дада, был футболистом и играл за несколько клубов в родном Конго. Двое братьев Рабби, Седрик и Джафет, также играют в футбол на юношеском уровне.

## Карьера

### Молодёжные клубы
Свою футбольную карьеру Матондо начал в составе академии «Кардифф Сити», во время выступлений за которую стал считаться одним из главных футбольных талантов Уэльса, отмечались его техника владения мячом и способность отдавать пасы вслепую. Летом 2016 года Матондо присоединился к молодёжной академии «Манчестер Сити». За этот переход «Сити» заплатил «Кардиффу» небольшую компенсацию, выплаченную в соответствие с Планом подготовки игроков высокого уровня — инициативой, созданной Премьер-лигой для развития молодых футболистов, по которой любой клуб с футбольной академией первого класса, к которым относился «Манчестер Сити», мог забирать себе самых талантливых молодых игроков страны из академий более низкой категории за фиксированную компенсацию, размер которой, скорее всего, был бы незначителен по сравнению с возможными выплатами в результате полноценного трансфера игрока в будущем. «Кардифф», имея академию второй категории, обжаловал этот переход, и Матондо было запрещено выступать за «Манчестер Сити» до марта 2017 года, когда было получено разрешение. Как сообщается, между клубами была согласована оплата трансфера в размере 500 000 фунтов стерлингов.
В сезоне 2016/17 футболист начал выступать в составе «Манчестер Сити» до 18 лет, первый матч Матондо за новый клуб состоялся 29 апреля 2017 года, когда игрок вышел на замену во второй тайме гостевой встречи против «Вест Хэма» в рамках Премьер-лиги до 18 лет. В следующем сезоне Матондо также принял участие в матчах команды до 19 лет в розыгрыше Юношеский лиги УЕФА, где «Сити» дошёл до полуфинала, а сам игрок отметился 2 голами и голевым пасом в 9 матчах. 15 августа 2017 года футболист дебютировал в матче розыгрыша трофея Английской футбольной лиги против «Ротерем Юнайтед», а в следующей встрече этого турнира забил гол в ворота «Брэдфорд Сити». Во время проведения скоростных тестов на тренировке, Матондо оказался быстрейшим не только среди других футболистов академии, но и среди игроков основного состава. Рабби опередил таких скоростных футболистов основной команды, как Рахим Стерлинг, Кайл Уокер и Лерой Сане. За время пребывания в академии «Манчестер Сити» Матондо стал одним из лидеров молодёжного состава клуба, в общей сложности он сыграл 53 матча за команды разных возрастов и забил в них 19 голов. За основную команду игрок не выступал, но регулярно привлекался к тренировкам с основным составом под руководством Пепа Гвардиолы. В январе 2019 года футболист отказался продлевать действующий до 2020 года контракт с «Манчестер Сити».

### «Шальке 04»
30 января 2019 года Матондо подписал контракт на четыре с половиной года с клубом немецкой Бундеслиги «Шальке 04», сумма трансфера футболиста составила по одной информации 9 млн евро с опцией обратного выкупа за 50 млн евро, по другим данным 9.6 млн фунтов плюс 2 млн фунтов дополнительно в качестве бонусов за выступление игрока. Помимо «Шальке» игроком интересовался ряд других немецких клубов, включая «Баварию» и дортмундскую «Боруссию», некоторые клубы английской Премьер-лиги, и, вероятно, итальянский «Милан». За новую команду футболист дебютировал 2 февраля 2019 года в домашнем матче 20-го тура чемпионата Германии против «Боруссии» из Мёнхенгладбаха, в котором «Шальке» проиграл со счётом 0:2. Матондо вышел на замену на 75-й минуте, сменив на поле Себастьяна Руди. Впервые в стартовом составе валлиец появился 16 февраля 2019 года в домашнем матче против «Фрайбурга», встреча завершилась нулевой ничьей, а Матондо провёл на поле 89 минут.

## Карьера в сборной
Матондо имел право выступать на международном уровне за сборные Англии, Уэльса или Конго. Сам игрок сделал выбор в пользу Уэльса и в 2015 году присоединился к юношеской сборной до 17 лет, за которую провёл 9 матчей в 2015 и 2016 годах. Свой первый вызов в молодёжную сборную Уэльса игрок получил осенью 2017 года, дебютировал за команду выйдя на замену в матче квалификации к молодёжному чемпионату Европы 2019 против Лихтенштейна, состоявшегося 5 октября 2017 года и закончившегося победой Уэльса со счётом 3:1.
В ноябре 2018 года Матондо получил первый вызов в основную сборную Уэльса под руководством Райана Гиггза на товарищеский матч против Албании. В этой игре, закончившейся поражением Уэльса со счётом 0:1, Рабби вышел на поле на 78-й минуте, заменив Сэма Воукса.

## Игровая характеристика
Рабби Матондо считается восходящей звездой, сильными сторонами игрока являются высочайшая скорость и хорошая техника.

## Статистика выступлений

### Клубная статистика
| Клуб                       | Сезон            | Лига | Лига | Кубок | Кубок | Еврокубки | Еврокубки | Прочие | Прочие | Итого | Итого |
| Клуб                       | Сезон            | Игры | Голы | Игры  | Голы  | Игры      | Голы      | Игры   | Голы   | Игры  | Голы  |
| -------------------------- | ---------------- | ---- | ---- | ----- | ----- | --------- | --------- | ------ | ------ | ----- | ----- |
| Манчестер Сити (до 23 лет) | 2017/18          | —    | —    | —     | —     | —         | —         | 2      | 1      | 2     | 1     |
| Манчестер Сити (до 23 лет) | 2018/19          | —    | —    | —     | —     | —         | —         | 4      | 2      | 4     | 2     |
| Манчестер Сити (до 23 лет) | Итого            | —    | —    | —     | —     | —         | —         | 6      | 3      | 6     | 3     |
| Шальке 04                  | 2018/19          | 2    | 0    | 1     | 0     | 0         | 0         | —      | —      | 3     | 0     |
| Шальке 04                  | Итого            | 2    | 0    | 1     | 0     | 0         | 0         | —      | —      | 3     | 0     |
| Всего за карьеру           | Всего за карьеру | 2    | 0    | 1     | 0     | 0         | 0         | 6      | 3      | 9     | 3     |

### Статистика за сборную
| Сборная | Год   | Отборочные матчи ЧМ | Отборочные матчи ЧМ | Финальные матчи ЧМ | Финальные матчи ЧМ | Отборочные матчи ЧЕ | Отборочные матчи ЧЕ | Финальные матчи ЧЕ | Финальные матчи ЧЕ | Лига Наций УЕФА | Лига Наций УЕФА | Товарищеские матчи | Товарищеские матчи | Итого | Итого |
| Сборная | Год   | Игры                | Голы                | Игры               | Голы               | Игры                | Голы                | Игры               | Голы               | Игры            | Голы            | Игры               | Голы               | Игры  | Голы  |
| ------- | ----- | ------------------- | ------------------- | ------------------ | ------------------ | ------------------- | ------------------- | ------------------ | ------------------ | --------------- | --------------- | ------------------ | ------------------ | ----- | ----- |
| Уэльс   | 2018  | —                   | —                   | —                  | —                  | —                   | —                   | —                  | —                  | —               | —               | 1                  | 0                  | 1     | 0     |
| Итого   | Итого | —                   | —                   | —                  | —                  | —                   | —                   | —                  | —                  | —               | —               | 1                  | 0                  | 1     | 0     |